# Organisationsanalyse
Die Organisationsanalyse ist die systematische Untersuchung und Beschreibung der Merkmale, Strukturen, Bedingungen und Prozesse in einer Organisation.
Ziel der Organisationsanalyse ist es, Verbesserungsmöglichkeiten für eine Organisation zu finden. Bedingt durch interne Veränderungen (neue Führung, Ausscheiden von Fachkräften) oder Marktveränderungen und daraus resultierende Änderungen der wirtschaftlichen Rahmenbedingungen sowie neue Unternehmensstrategien und -ziele sind die Ablauf- und die Aufbauorganisation anzupassen. Die Organisationsanalyse kann sich über das gesamte Unternehmen erstrecken oder einzelne Teilbereiche betreffen.
Folgende Maßnahmen werden im Rahmen der Organisationsanalyse durchgeführt:
- Untersuchung der Ablauf- und Aufbauorganisation auf die Kohärenz mit den Unternehmenszielen
- Beurteilung der Kernkompetenzen und Führungsqualitäten der Mitarbeiter
- Überprüfung der eingesetzten Ressourcen auf Zweckmäßigkeit und Effizienz
- Beurteilung der Kommunikations- und Arbeitsprozesse hinsichtlich ihrer stringenten und zeitnahen Umsetzung